# Constantino Bonet
Constantín Bonet y Zanuy (Tamarite de Litera, 1808 - Tarragona, 1875) fue un teólogo y religioso conocido por ser obispo de Gerona y arzobispo de Tarragona.

## Biografía
Nació en 1808 en Tamarite de Litera (provincia de Huesca). Era hijo de Mamés Bonet, de Tamarite, y de Antonia Zanuy, de Auñón (provincia de Guadalajara). Quinto hijo de una familia de labradores ricos, pronto se quedó huérfano de madre. 
Estudió filosofía en el seminario conciliar de Lérida y más tarde recibió las sagradas órdenes.  
Ejerció también como catedrático del seminario de Lérida hasta que fue expulsado por sus ideas políticas contrarias al régimen del momento. 
Hacia 1841 fue llamado ecónomo de la parroquia de las Borges de Urgel. 
En 1846 se doctoró en teología por la Universidad de Zaragoza. 
En 1862 fue nombrado obispo de Gerona. 
Fue posteriormente trasladado a Tarragona, donde fue nombrado arzobispo en 1875. 
Falleció en Tarragona en 1878.

### Arzobispo de Tarragona
La estancia del arzobispo en Tarragona fue corta pero muy intensa. En los 3 años de su episcopado puso en marcha múltiples empresas, todas ellas relacionadas con la educación de niños y jóvenes y la ayuda a las clases sociales más desfavorecidas. Llevó a cabo varias actuaciones entre las cuales destacan las fundaciones de las Hermanitas de los Pobres y la iglesia parroquial de San Pedro del Serrallo.
El barrio marítimo del Serrallo le tiene dedicada una plaza, la llamada "Plaza del Obispo Bonet". Hay pero una pequeña inexactitud en la nomenclatura, puesto que tendría que ser propiamente "Plaza del arzobispo Bonet".